# Charles-Michel Marle
Charles-Michel Marle (né le 26 novembre 1934 à Guelma en Algérie) est un ingénieur et mathématicien français, membre correspondant de l'Académie des sciences depuis 1983. Charles-Michel Marle est professeur émérite à l'Université Pierre-et-Marie-Curie.

## Biographie
Charles-Michel Marle effectue ses études primaires et secondaires à Constantine (Algérie) où il obtient la première partie du baccalauréat en 1950, et la seconde partie (série mathématiques élémentaires) en 1951.
Il est élève des classes préparatoires aux grandes écoles au lycée Bugeaud d'Alger : mathématiques supérieures en 1951–1952, puis mathématiques spéciales en 1952–1953.
Il est admis à l’École polytechnique en 1953. À sa sortie de cette école, en 1955, il opte pour le Corps des mines.
Il effectue son service militaire comme sous-lieutenant, à l’école du Génie d’Angers d’octobre 1955 à février 1956, puis en Algérie pendant la guerre, jusqu’au 30 décembre 1956.
Ayant été maintenu dans l’armée quelques mois supplémentaires, il commence à suivre les cours de l’École nationale supérieure des mines de Paris en janvier 1957, avec trois mois de retard. D’octobre 1957 à septembre 1958 il suit les cours de l’École nationale supérieure du pétrole et des moteurs et effectue divers stages dans l’industrie pétrolière, en France et en Algérie. De retour à l’École des mines de Paris en octobre 1958, sa dernière année d’étude est interrompue en janvier ou février 1959 par la décision, prise alors par le ministre de l’Industrie, d’envoyer en Algérie tous les fonctionnaires débutants de catégorie A, pour participer au Plan de Constantine. Il est alors rattaché à l’éphémère Organisation commune des régions sahariennes et il travaille à Alger, au Sahara et à Paris, sur divers projets industriels.
En octobre 1959 il est détaché par le corps des mines à l'Institut français du pétrole (IFP), où il est ingénieur de recherches, puis chef de département, puis directeur de division, jusqu’en septembre 1969.
Tout en travaillant dans cet Institut, en vue d’un changement d’orientation, il obtient une licence en mathématiques et prépare une thèse de doctorat d’État, sous la direction du professeur André Lichnerowicz. Il travaille à cette thèse en dehors des heures de travail à l’IFP, car son sujet n’a rien à voir avec les recherches faites dans cet Institut.
En octobre 1969 il change d’orientation en entrant dans l’enseignement supérieur. D’abord maître de conférences à l’université de Besançon d’octobre 1969 à septembre 1975, puis à l’université Pierre-et-Marie-Curie à Paris, il est nommé professeur dans cette université en 1977. Il y reste jusqu’à sa retraite en septembre 2000.
En 1989, il est nommé professeur invité de l'université de Californie à Berkeley, pour un semestre de cours scientifique, collaborant notamment avec les professeurs Jerrold Marsden et Alan D. Weinstein.
Charles-Michel Marle est l'arrière arrière petit fils du grammairien L. C. Marle (1799-1860), auteur d'une tentative de réforme orthographique vers 1840.

## Travaux scientifiques

### Travaux effectués à l’Institut français du pétrole
Ces travaux portaient principalement sur les écoulements de fluides dans les milieux poreux, étudiés en vue d’applications à l’exploitation des gisements d’hydrocarbures. Il a publié un livre sur ce sujet, développant un cours qu'il a enseigné à l’École nationale du pétrole et des moteurs.
Il a publié deux articles dans ce domaine,.

### Thèse
Le problème qu'il a étudié dans sa thèse était l’établissement des équations de la dynamique des fluides relativistes visqueux, conducteurs de la chaleur et de composition non uniforme, à partir de l’équation de Boltzmann relativiste. Sa thèse a été publiée dans deux articles.

### Travaux sur la géométrie symplectique et les systèmes hamiltoniens
Depuis le début des années 1970, et jusqu’à aujourd’hui, il a travaillé principalement sur la géométrie symplectique, la géométrie de Poisson et leurs applications en mécanique et en physique. Avec sa collègue Paulette Libermann (1919–2007) il a publié un livre de niveau recherche sur ce sujet.
Il a, récemment, publié un autre livre, reprenant une partie du précédent, exposant les résultats récents obtenus dans ce domaine depuis 1987.
Il a publié dans ce domaine un certain nombre d'articles,,,,,,.

## Honneurs et distinctions
- Prix des laboratoires de l'Académie des sciences, pour son travail de thèse, en 1973

- Membre de la Société Mathématique de France[16], de la Société Française de Physique[17] et de l'American Mathematical Society[18].